# Trichocolea brevifissa
Trichocolea brevifissa é uma espécie de planta do gênero Trichocolea e da família Trichocoleaceae.

## Taxonomia
O seguinte sinônimo já foi catalogado:  
- Trichocolea subquadrata  Steph.

## Forma de vida
É uma espécie corticícola, epífila, terrícola, folhosa e formadora de tapete.

## Descrição
Plantas folhosas, caulídios ramificados, ramificação lateral, irregular, caulídios em secção transversal sem diferenciação clara dos tecidos centrais e corticais, translúcidos, sem flagelos nem rebentos flageliformes ou ramos, sem paráfilas, crescimento acrogineos.
As células dos filídios são sem trigônios, lisas. Os rizóides são, incolores, ramos dorsiventral, com duas fileiras iguais de folhas laterais e uma terceira fileira ventral menor, não imbricados, filídios marcadamente assimétricos, obliquamente inserida, alternadas, sobrepostas, súcubo, margens inteiras, multi ciliadas, incurvados ou inflexos, não ou apenas ligeiramente decurrente dorsalmente, lobos tão profundamente divididas que quase se reduzem a longas, delgado, bi até uni seriados segmentos, lâmina sem cílios.
Os anfigastros são menores do que as laterais embora bem desenvolvidas e conspícuas, inteira,sem corpos oleosos, gemas ausentes, bisexuado, tendo a gametângio agrupada em inflorescências brácteas, autóicos, ramos masculinos, possuindo muitos anteridios, pedunculados, não misturado com paráfises, ramos femininos pouco diferenciado, marsúpio presente, mas vestigial, brácteas presente, maiores que os filídios.
Bractéola presente, perianto ausente, esporófito elevado por alongamento da cerda, sem meristema intercalar, cápsula elipsóide, sem columela, parede da cápsula uma camada de células, cor preta, abertura por quatro valvas, esporos unicelular quando liberado, elatérios presente, uma célula alongada, biespiralados, livres, elateróforo apical.

## Conservação
A espécie faz parte da Lista Vermelha das espécies ameaçadas do estado do Espírito Santo, no sudeste do Brasil. A lista foi publicada em 13 de junho de 2005 por intermédio do decreto estadual nº 1.499-R.

## Distribuição
A espécie é encontrada nos estados brasileiros de Espírito Santo, Minas Gerais, Paraná, Rio de Janeiro, Rio Grande do Sul, Santa Catarina e São Paulo.
Em termos ecológicos, é encontrada no domínio fitogeográfico de Mata Atlântica, em regiões com vegetação de floresta ombrófila pluvial e mata de araucária.